# Dam That River
 (juillet 2021).
Si vous disposez d'ouvrages ou d'articles de référence ou si vous connaissez des sites web de qualité traitant du thème abordé ici, merci de compléter l'article en donnant les références utiles à sa vérifiabilité et en les liant à la section « Notes et références ».
Pistes de Dirt
Them Bones Rain When I Die
Dam That River est le deuxième morceau de l'album Dirt sorti en 1992 du groupe Alice in Chains. C'est l'une des chansons de l'album qui ne traite pas du concept de toxicomanie, semi-concept de l'album Dirt.
Jerry Cantrell déclare à propos du titre dans Music Bank :
« Il s'agit de cette querelle que j'ai eue avec Sean. J'ai écrit à ce sujet "... Je vous donne des coups de pied dans le visage", que, bien sûr, je n'ai pas fait parce que je ne pouvais pas, j'étais un gamin immature et je méritais essentiellement ce que j'ai obtenu. Il était tellement en colère qu'il a pris la table basse et l'a cassée sur ma tête ! J'ai écris [sic] cette chanson en représailles ! »